# Tembokrejo (Purworejo)
Tembokrejo is een bestuurslaag in het regentschap Pasuruan van de provincie Oost-Java, Indonesië. Tembokrejo telt 6441 inwoners (volkstelling 2010).